# 阿韦讷圣古尔贡
阿韦讷圣古尔贡（法語：Avernes-Saint-Gourgon，法語發音：[avɛʁn sɛ̃ guʁgɔ̃]）是法国奥恩省的一个市镇，属于阿让唐区。

## 地理
阿韦讷圣古尔贡（48°56'21"N, 0°19'11"E）面积12.13 平方千米，位于法国诺曼底大区奧恩省，该省份为法国西北部内陆省份，北起顺时针与卡爾瓦多斯省、厄尔省、厄尔-卢瓦省、萨尔特省、马耶讷省和芒什省接壤。
与阿韦讷圣古尔贡接壤的市镇（或旧市镇、城区）包括：勒博勒努、卡纳普维尔、蓬沙尔东、圣欧班德博讷瓦勒、圣日耳曼多奈、利瓦罗派多日。

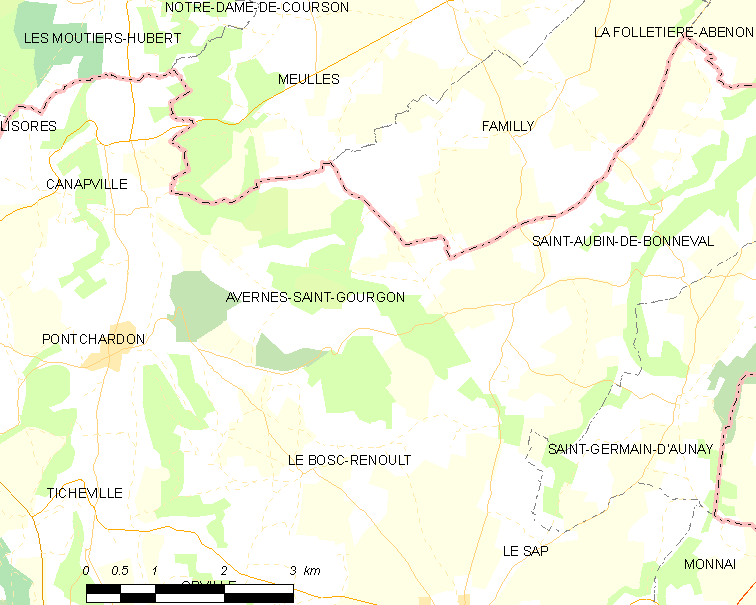
阿韦讷圣古尔贡的OSM定位图

阿韦讷圣古尔贡的时区为UTC+01:00、UTC+02:00（夏令时）。

## 行政
阿韦讷圣古尔贡的邮政编码为61470，INSEE市镇编码为61018。

## 政治
阿韦讷圣古尔贡所属的省级选区为维穆捷县。

## 人口

1962-2008年间阿韦讷圣古尔贡人口变化图示

阿韦讷圣古尔贡于2022年1月1日时的人口数量为69人。